# Landesverband Sachsen der Jüdischen Gemeinden
Der  Landesverband Sachsen der Jüdischen Gemeinden K.d.ö.R. ist ein Zusammenschluss von jüdischen Gemeinden im Freistaat Sachsen.

## Beschreibung
Er ist Mitglied im Zentralrat der Juden in Deutschland und umfasst die Jüdische Gemeinde Chemnitz, die Jüdische Gemeinde zu Dresden und die Israelitische Religionsgemeinde zu Leipzig. Mit 2440 Gemeindemitgliedern (Stand: 2020, Zentralrat) ist er einer der kleineren Landesverbände innerhalb des Zentralrats. Vorsitzende des Landesverbandes ist Ekaterina Kulakova, die zugleich Vorsitzende der Jüdischen Gemeinde zu Dresden ist.
Das Verhältnis zwischen dem Freistaat Sachsen und den jüdischen Gemeinden in diesem Land wurde in einem Staatskirchenvertrag geregelt, der am 7. Juni 1994 von dem Freistaat Sachsen und dem Landesverband Sachsen-Thüringen der Jüdischen Gemeinden unterzeichnet wurde. Am 23. Juni 1994 wurde der Staatsvertrag durch ein Gesetz des Sächsischen Landtages gebilligt. Nach Ausscheiden der Jüdischen Landesgemeinde Thüringen aus der Organisation entstand der heutige Landesverband Sachsen 1996. Der Vertrag war mehrfach geändert worden: 2006, 2015, 2019 und zuletzt 2024. In diesem Staatsvertrag werden neben Fragen wie Glaubensfreiheit, Anerkennung von religiösen Feiertagen und dem Religionsunterricht auch der finanzielle Beitrag des Freistaates zur Finanzierung der Jüdischen Gemeinden geregelt. Der Landesverband ist gegenüber dem Freistaat Sachsen einheitlicher Ansprechpartner für jüdische Belange.
Vorsitzende des Landesverbandes waren bislang Siegmund Rotstein (1994–1999), Heinz-Joachim Aris (2002–2017) und Dr. Nora Goldenbogen (2017–2024). Nach dem Tod von Dr. Nora Goldenbogen am 26. November 2024 wurde Ekaterina Kulakova am 17. Januar 2025 zur neuen Vorsitzenden der Organisation gewählt.
Von 1998 bis 2012 bekleidete Salomon Almekias-Siegl das Amt des Landesrabbiners von Sachsen. Seit dem 28. Januar 2019 ist der langjährige (seit 2009) Gemeinderabbiner von Leipzig Zsolt Balla als sein Nachfolger tätig. Während Almekias-Siegl in der Allgemeinen Rabbinerkonferenz organisiert war, gehört Rabbiner Balla zum Vorstand der Orthodoxen Rabbinerkonferenz Deutschland.
Der Landesverband Sachsen der Jüdischen Gemeinden ist Nachfolger des Sächsischen Israelitischen Gemeindeverbandes mit Sitz in Dresden, der am 13. September 1926 im Freistaat Sachsen als juristische Person des öffentlichen Rechts anerkannt wurde. Nach der Entrechtung der jüdischen Organisationen im Nationalsozialismus kamen die im Gebiet der Sowjetischen Besatzungszone wiedergegründeten jüdischen Gemeinden am 9. Juli 1952 unter das Dach des Verbandes der Jüdischen Gemeinden in der DDR K.d.ö.R. Der Verband bestand bis 12. September 1990, als die Mitglieder über neu gegründete Landesverbände dem Zentralrat der Juden in Deutschland beitraten.